# 1523 в Україні

## Події
- Ногайці вбили кримського хана Мехмеда I Герая під час походу на Астраханське ханство, а потім розграбували Крим. Кримське ханство очолив Гази I Ґерай.

## Особи

### Призначено, звільнено
- Кримське ханство очолив Гази I Ґерай.

### Народились
- Григорій Самборчик (або Григорій з Самбора, Григорій з Русі, Григорій Чуй, Vigilantius — український (руський) вчений, поет епохи Відродження, гуманіст (пом. 26 лютого 1573).

### Померли
- Мехме́д I Ґера́й (крим. I Mehmed Geray, ۱محمد گراى‎) — кримський хан у 1515—1523 рр. з династії Ґераїв, наступник Менґлі I Ґерая, попередник Гази I Ґерая. (нар. 1465).

## Пам'ятні дати та ювілеї
- 625 років з часу (898 рік):
  - Облоги Києва — нападу кочівників-угорців на чолі з ханом Алмошем на Київ в ході їх кочування на захід і попередній завоюванню батьківщини на Дунаї (з центром в Паннонії)[1].
  - першої писемної згадки про місто Галич[2][3][4] — колишньої столиці Галицько-Волинського князівства, наймогутнішої твердині на південно-західних давньоруських землях, а нині — центру Галицької міської громади Івано-Франківської області.
- 450 років з часу (1073 рік):

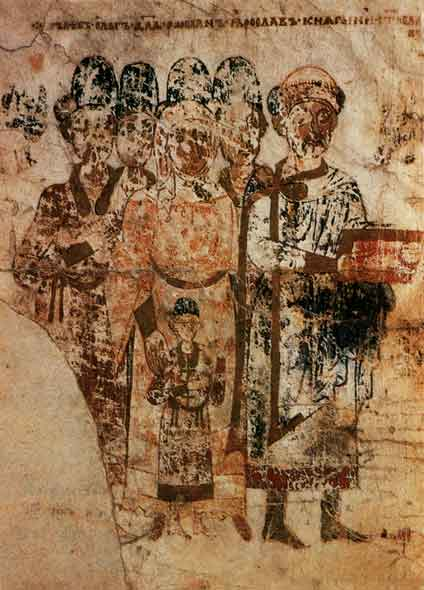
Зображення Святослава Ярославича в «Ізборнику» 1073 року

- - розпаду триумвірату в результаті захоплення великокняжого престолу Святославом Ярославичем (до 1076 року) за допомогою брата Всеволода[5].
  - укладення енциклопедичного збірника Ізборник Святослава[5].
- 350 років з часу (1173 рік):
  - другого походу великого князя володимирського Андрія Боголюбського на Київщину[6] та його розгромлення під Вишгородом українцями під командуванням Мстислава Ростиславича та луцького князя Ярослава Ізяславича, який після перемоги став великим київським князем[7].

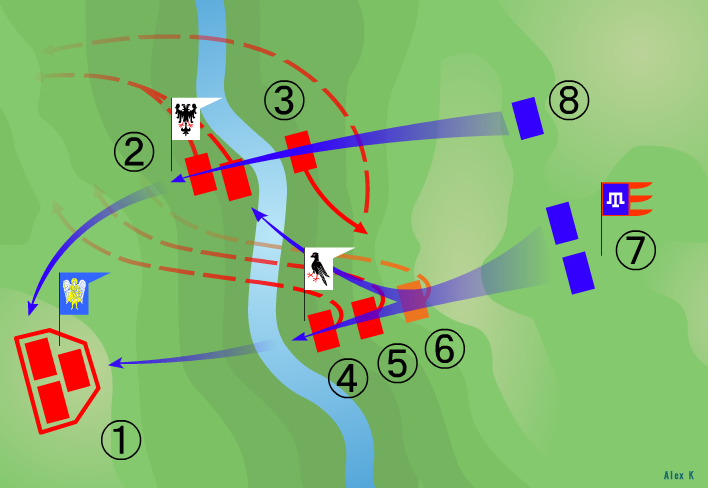
Уявний план битви на Калці за Іпатіївським літописом(31 травня 1223 року):1) Кияни Мстислава Романовича; 2) Чернігівці Мстислава Святославича; 3) Курчани Олега Святославича; 4) Галичани Мстислава Удатного; 5) Волинці Данила Романовича; 6) Половці Яруна; 7) Монголи Субедея і Джебе; 8) Бродники Плоскині.

- 300 років з часу (1223 рік):

- - 31 травня — битви на річці Калка, коли монгольські війська під командуванням полководців Чингізхана Субедея Баатура і Джебе-нойона перемогли спільні війська руських князів, під керівництвом Мстислава Романовича Київського, Мстислава Мстиславича Галицького, Мстислава Святославича Чернігівського та половецького хана Котяна Сутоєвича.[9].
- 200 років з часу (1323 рік):
  - Ліквідації Переяславського князівства.
- 175 років з часу (1348 рік):
  - вторгнення військ польського короля Казимира III на Галичину та Волинь.
- 125 років з часу (1398 рік):
- проголошення Вітовта самостійним правителем Великого князівства Литовського, Руського та Жемайтійського.
- 75 років з часу (1448 рік):
- 15 грудня — самовільне відокремлення Російської Православної Церкви від Київської Митрополії Константинопольського Патріархату та проголошення єпископа Рязанського Іони «Митрополитом Київським» самостійно, без дозволу Вселенського Патріархату[10].
- 25 років з часу (1498 рік):
- князю Костянтину Острозькому вручено гетьманську булаву Великого князівства Литовського[11][12].

### Видатних особистостей

#### Народження
- 500 років з часу (1023 рік):
  - народження Анастасії Ярославни, королеви Угорщини (1046—1061 рр.) з династії Рюриковичів, дружини короля Андраша I; наймолодша дочка Ярослава Мудрого та Інгігерди, сестри королеви Франції Анни Ярославни та королеви Норвегії Єлизавети Ярославни (пом. 1074).
- 100 років з часу (1423 рік):
  - народження Ма́ртина Ґа́штовта[13][14] / 1505) — київського воєводу, якого 1470 року кияни не впустили у місто, а 1471 року він за допомогою війська здобув Київ та поклав кінець існуванню удільного Київського князівства.

#### Смерті

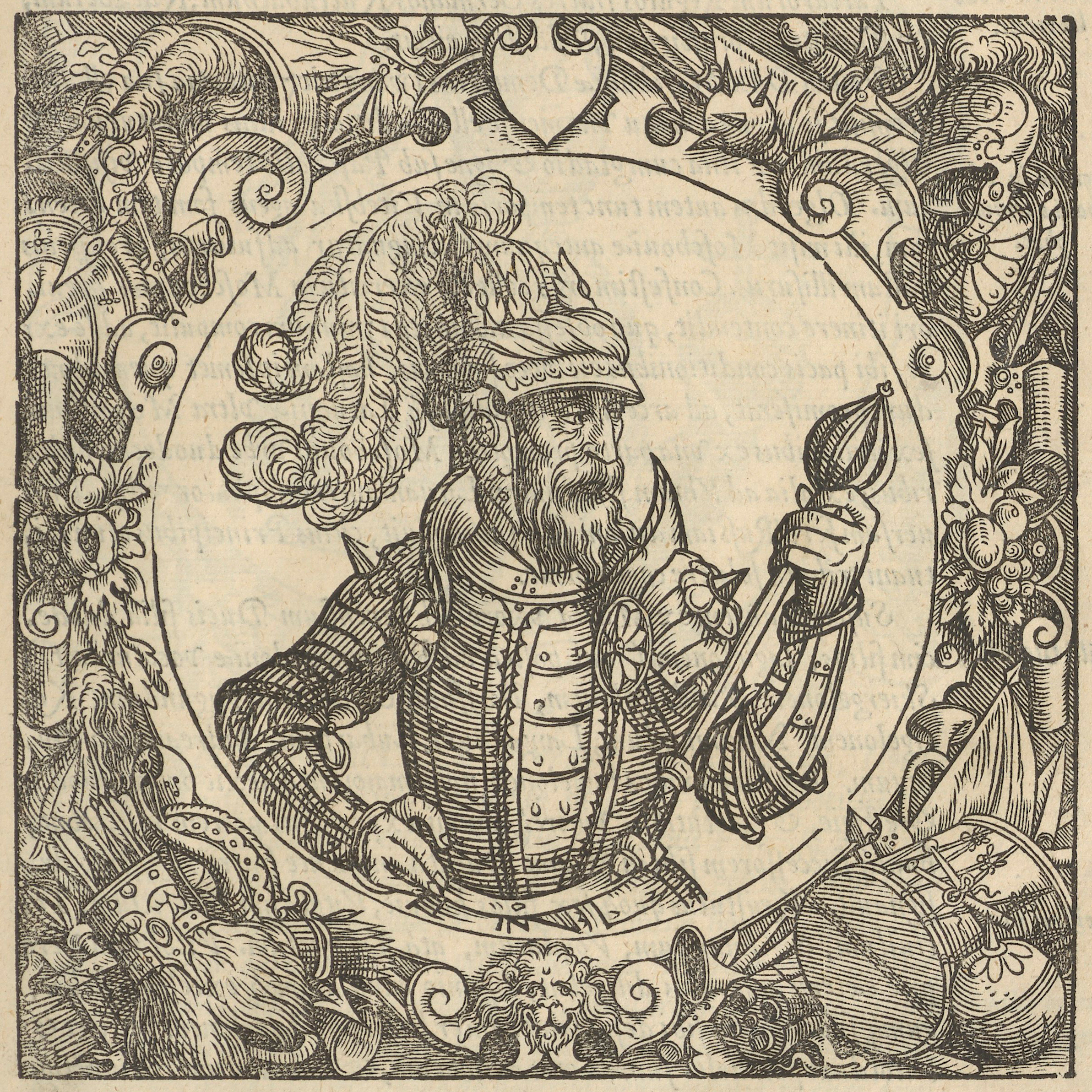
уявний портрет Ольгерда Гедиміновича 1578 року

- 450 років з часу (1073 рік):

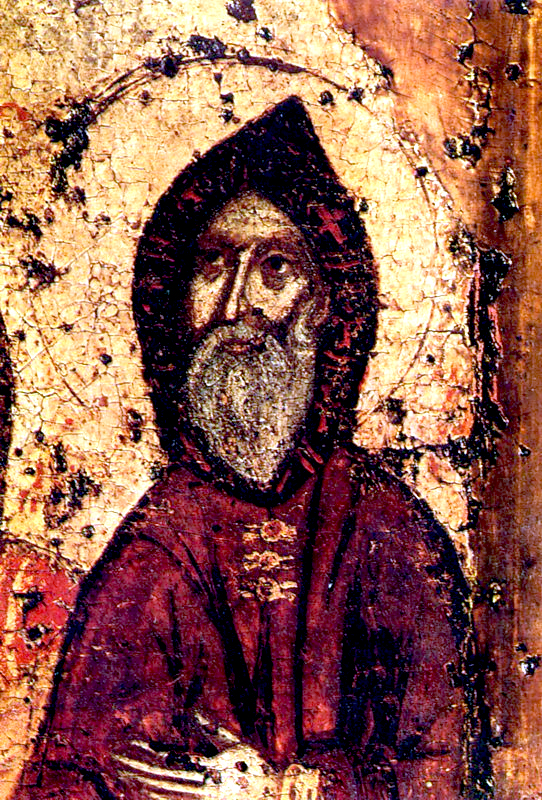
Фрагмент Свенської ікони Божої Матері

- - смерті Антонія Печерського, церковного діяча Русі-України, одного із засновників Києво-Печерського монастиря і будівничог Свято-Успенського собору (нар. 983)[15][16];
- 425 років з часу (1098 рік):
  - смерті Єфре́ма II Переясла́вського — церковного діяча, святого XI–XII століть, митрополита Київського.
- 325 років з часу (1198 рік):
  - смерті Ники́фора ІІ — митрополита Київського та всієї України (1182—1198)[17]
- 300 років з часу (1223 рік):
  - 2 червня — смерті Мстисла́ва Рома́новича (Мстисла́ва Старого) — Великого князя Київського (1212—1223) (нар. 1156).
- 175 років з часу (1323 рік):
  - смерті Андрі́я Ю́рійовича та Лева II Ю́рійовича[18]) — галицьких князів із династії Романовичів, співправителів Королівства Русі та Галицько-Волинського князівства[19].
- 150 років з часу (1373 рік):

- - 24 травня — смерті Ольгерда Гедиміновича, великого князя литовського, який за понад 40 років свого правління створив найбільшу державу Європи, що простягалась від Балтійського до Чорного моря (нар.. бл. 1296)[20].